# Midlothian (Écosse)
Pour les articles homonymes, voir Midlothian.
Le Midlothian (Meadhan Lodainn en écossais) est une des 32 council areas et une région de lieutenance de l’Écosse. Le Midlothian est frontalier avec les Scottish Borders,  l’East Lothian et la ville d’Édimbourg.
C’était auparavant un comté entre le West Lothian à l’ouest, le Lanarkshire et le Peeblesshire au sud, le Berwickshire et l’East Lothian à l’est. Il comprenait alors la ville d’Édimbourg et était parfois appelé Edinburghshire.
De 1708 à 1918, le comté fut une circonscription électorale qui devint célèbre lors de la campagne pour les législatives de 1880. Le candidat libéral (et futur Premier ministre) William Ewart Gladstone s'y présentait. Il fit toute une série de discours marquants sur la politique étrangère. La campagne électorale fut dès lors surnommée « campagne du Midlothian ».

## Circonscription
Il existe une circonscription des Midlothian au Parlement écossais ainsi qu’à la Chambre des communes.
D’une surface de 354 km², c’est la 21e division administrative par sa taille et 28e par sa population (79 610 habitants).
Le parti politique en place est le Parti travailliste, avec à sa tête Danielle Rowley.

## Villes et villages
- Crichton
- Dalkeith
- Danderhall
- Gorebridge
- Newtongrange
- Pathhead (Midlothian)
- Penicuik
- Roslin

## Lieux d’intérêt
- Castlelaw Fort
- Château de Crichton (en)
- Palais de Dalkeith
- Collines des Pentland
- Rosslyn Chapel
- La rivière Water of Leith

## Personnalités notables
- Walter Scott a écrit le roman Le Cœur du Midlothian.
- James Arnot Hamilton, ingénieur aéronautique britannique

## Jumelage
Le Midlothian est jumelé à la région de  Komárom-Esztergom (Hongrie).